# Henry Hansen
Henry Peter Christian Hansen, född 16 mars 1902 i Köpenhamn, död 28 mars 1985 i Gentofte, var en dansk tävlingscyklist.
Hansen blev olympisk guldmedaljör i landsvägsloppet vid sommarspelen 1928 i Amsterdam. Loppet kördes med individuell start.
Hansen blev världsmästare i linjelopp för amatörer 1931.